# 文心中清駅
文心中清駅（ぶんしんちゅうせいえき）は台湾台中市北区立人里にある台中捷運緑線の駅。文心路と中清路の交差点西側に位置する。将来的に中清路を経由する台中機場捷運（橘線）との接続駅となる計画もある。

## 沿革
計画時の駅名は周辺の古い地名だった水湳で、駅番号はG7だった(p88)
- 2013年3月15日 - 当駅を含む工区起工[5](pp4-5)。
- 2018年6月30日 - 駅名決定[6]。
- 2020年
  - 5月 - 駅名変更（中清文心→文心中清）[7]。
  - 11月16日 - プレ開業（12月15日まで4週間無料）[8]。
  - 11月22日 - 車両点検のため全線プレ開業中止[9]。
  - 12月19日 - 正式開業予定[8]。
- 2021年
  - 3月25日 - プレ営業再開（4月23日までの30日間はIC無料。4月24日は運休）[10]。
  - 4月25日 - 正式開業予定[11]。

## 駅構造
相対式ホーム2面2線の高架駅(p91)。駅舎は長さ74.5メートル、幅24.1メートル、ホーム地上高12.07メートル。

### 駅階層
3階にコンコースとホームがある。南行きホーム（北側）はコンコースとつながっておらず対面ホームから跨線橋で往来する必要がある。
| 地上 四階                      | 連絡通路層                                                 | 跨線橋 |
| 地上 三階                      |                                                            |        |
| 相対式ホーム、右側のドアが開く |                                                            |        |
| 2番線                          | ←■緑線 市政府・高鉄台中站方面（文華高中駅）                |        |
| 1番線                          | →■緑線 松竹・北屯総駅方面（文心崇徳駅）→                   |        |
| 相対式ホーム、右側のドアが開く |                                                            |        |
| コンコース層 （1番ホーム方）   | 出入口、コンコース、案内所、自動券売機、自動改札機、トイレ |        |

### 駅出口
- 出口1（南側）：中清路一段

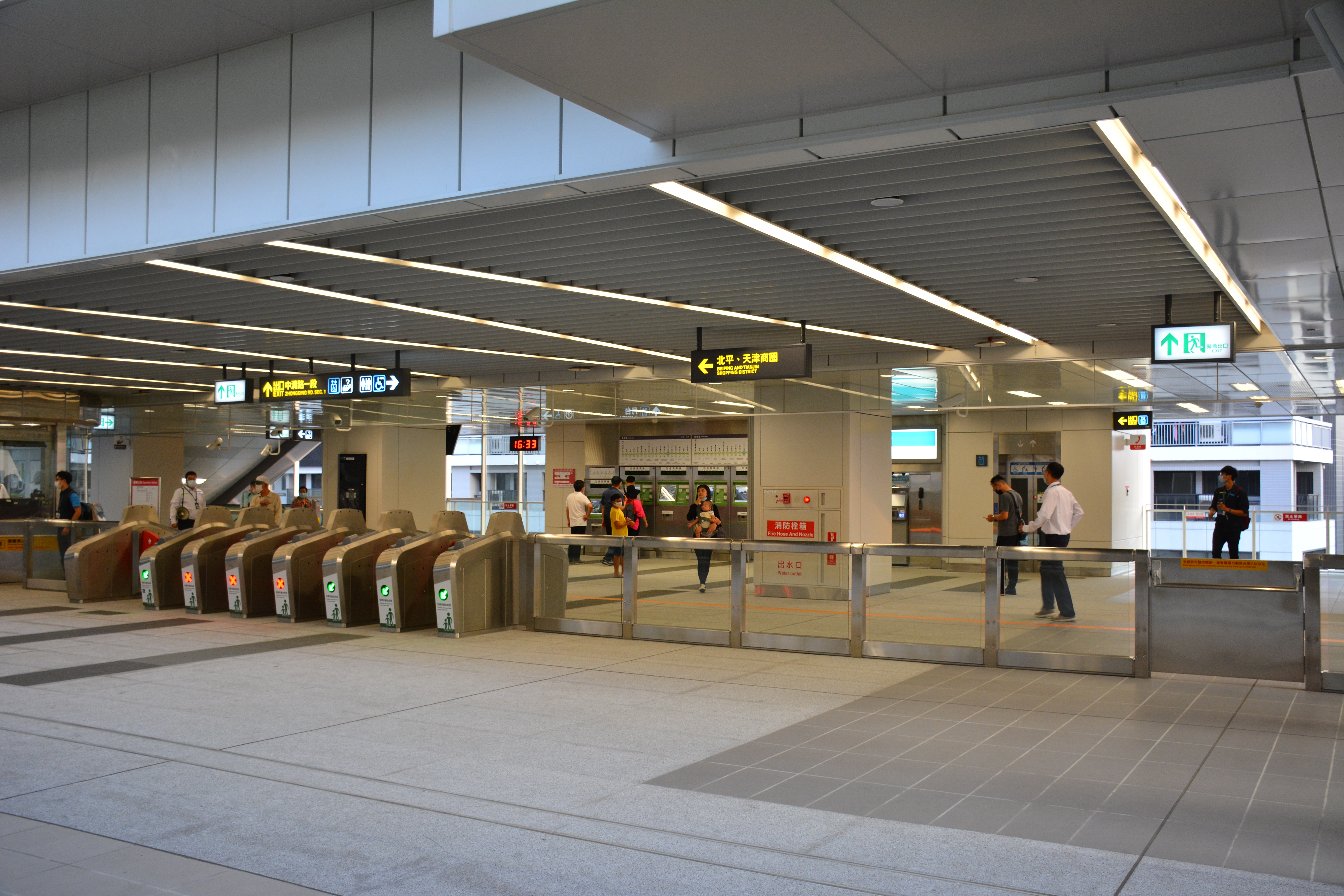
改札口
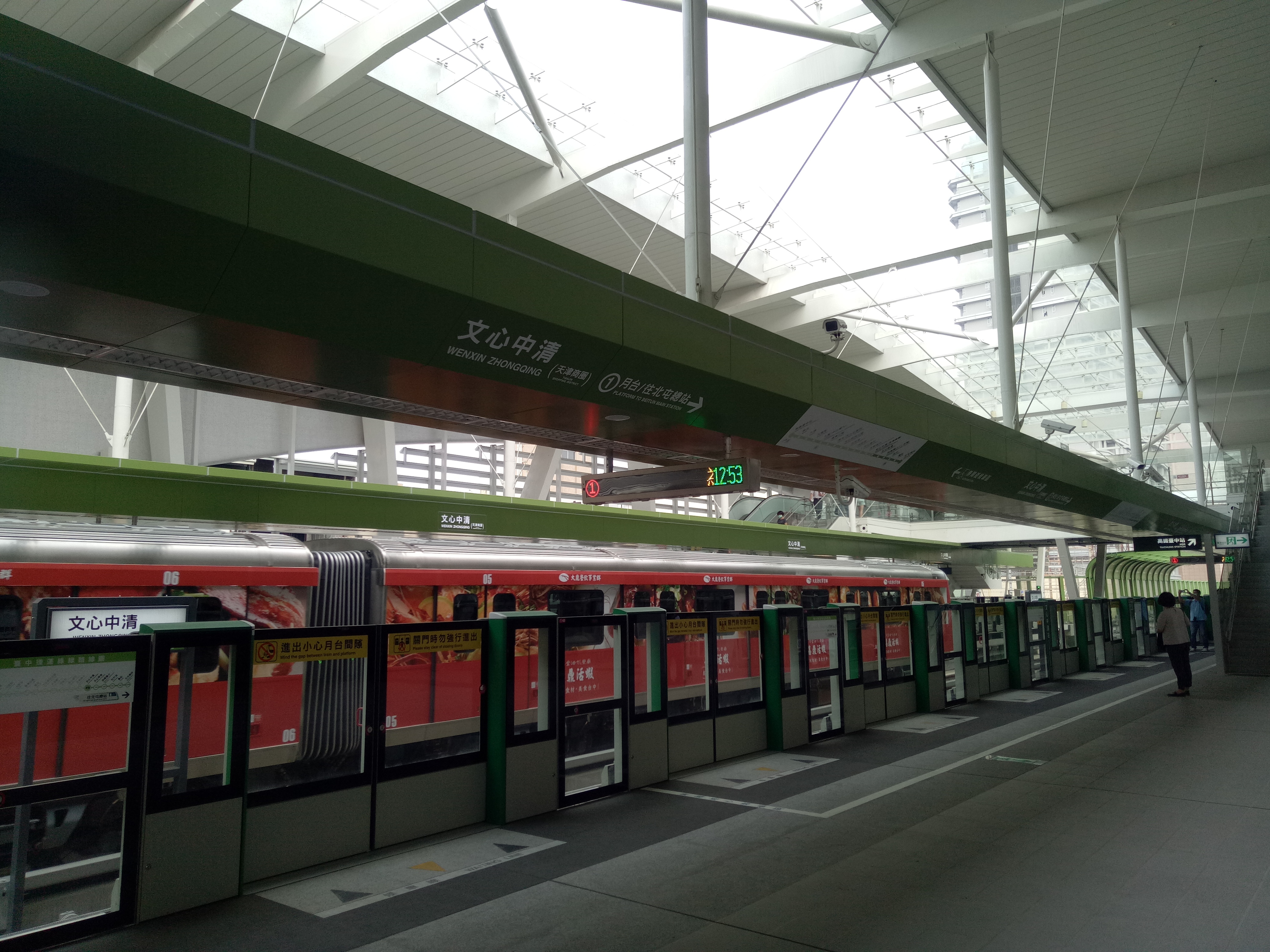
1番線

## 駅周辺
- 天津路商圈
- 台新国際商業銀行文心分行
- 合作金庫中清分行
- 華南銀行水湳分行
- 恵双房屋旗艦店
- 台中市立立人国民小学
- 彰化銀行水湳分行
- 遠傳電信台中中清特約服務中心
- 玉山商業銀行文心分行
- 永豊銀行北台中分行
- 台中市立立人国民中学
- 遠傳電信台中文心直営服務中心
- 豊田汽車文雅営業所
- 奇異果快捷旅店逢甲店
- 中華郵政水湳郵局
- 国光客運水湳站
- 水湳市場（中国語版）
- 台中市立大徳国民中学（中国語版）

## 隣の駅
台中捷運
緑線（烏日文心北屯線）
文心崇徳駅 106 - 文心中清駅 107 - 文華高中駅 108

### 註釈
1. ↑  2020年11月16日にプレ開業、中断を経て3月25日から4月23日にプレ営業再開